# اد پرلموتر
اد پرلموتر (به انگلیسی: Ed Perlmutter) نمایندهٔ حوزه انتخابیه هفتم کلرادو از حزب دموکرات ایالات متحده آمریکا در مجلس نمایندگان ایالات متحده آمریکا است که برای نخستین‌بار در ۱۸ ژانویه ۲۰۰۷ میلادی به‌عضویت این مجلس درآمد.